# Merì
Pour les articles homonymes, voir Meri.
Merì est une commune italienne de la province de Messine dans la région Sicile.

## Administration
| Période                                  | Période | Identité | Étiquette | Qualité |
| ---------------------------------------- | ------- | -------- | --------- | ------- |
|                                          |         |          |           |         |
| Les données manquantes sont à compléter. |         |          |           |         |

### Communes limitrophes
Barcellona Pozzo di Gotto, Milazzo, San Filippo del Mela, Santa Lucia del Mela